# Manija Zjizeli
Manija Zjizeli (russisk: Мания Жизели) er en russisk spillefilm fra 1996 af Aleksej Utjitel.

## Medvirkende
- Galina Tjunina som Olga Spesivtseva
- Mikhail Kozakov som Akim Volynskij
- Jevgenij Sidikhin som Boris Kaplun
- Andrej Smirnov som George Brown
- Sergej Vinogradov som Anton Dolin